# Harry Styles

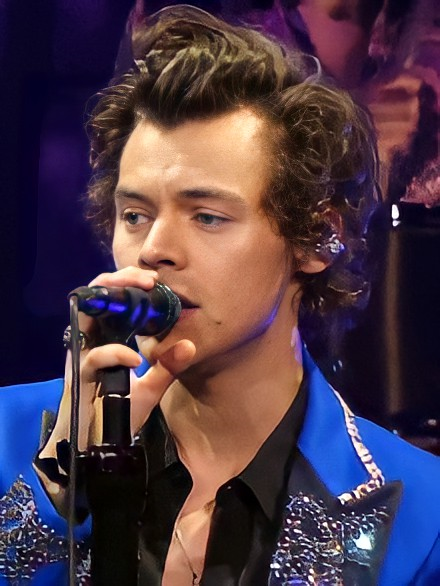
Harry Styles tijdens de tournee Live on Tour in Nashville, 2018

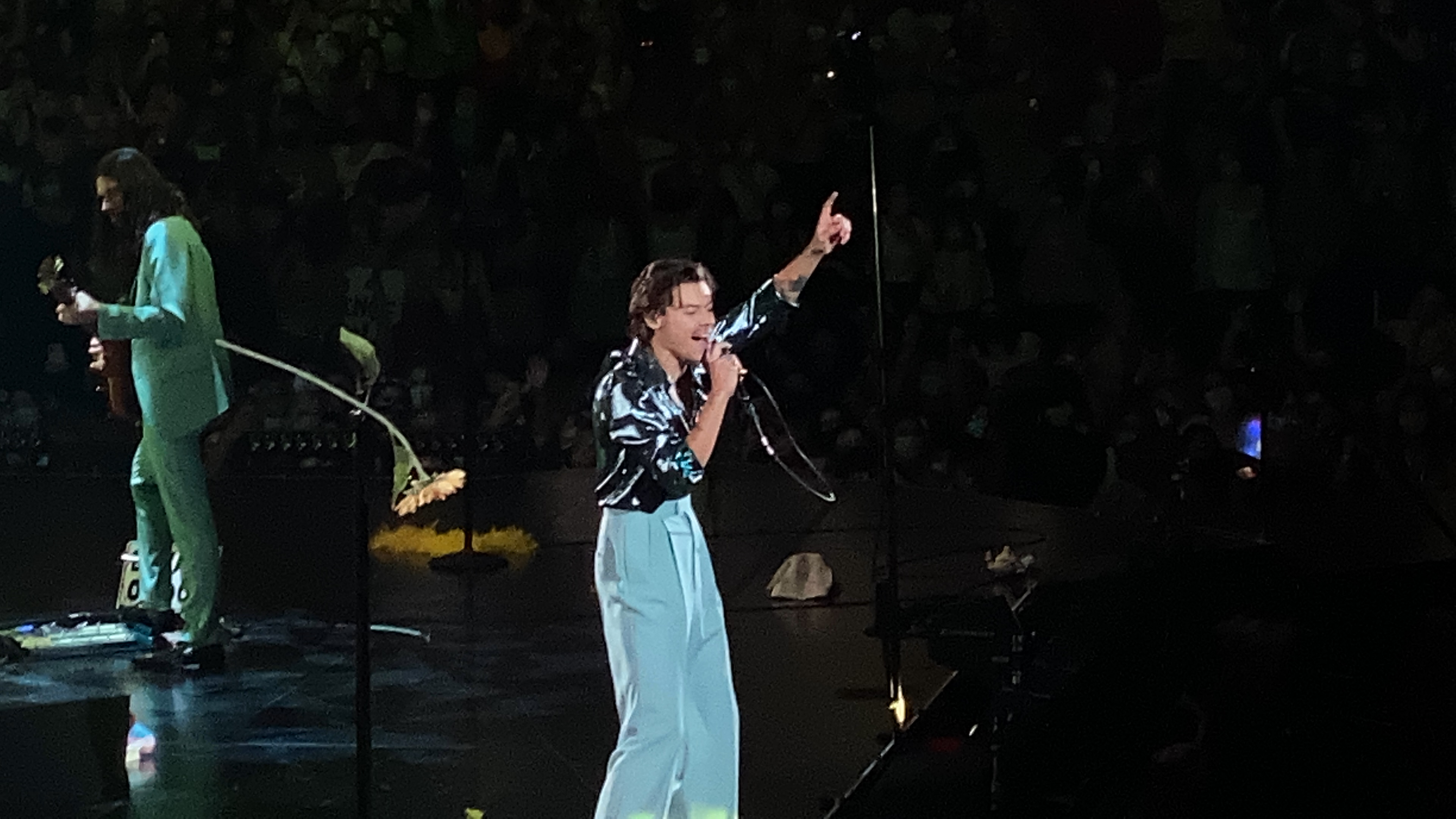
Love on Tour in Minnesota, 23 september 2021

Harry Edward Styles (Redditch, 1 februari 1994) is een Britse singer-songwriter en acteur. Hij is bekend als lid van de Brits-Ierse band One Direction en als solozanger. Hij tekende in juni 2016 een contract bij het Amerikaanse platenlabel Columbia Records. In 2017 bracht hij zijn debuutsingle "Sign of the Times" uit.

## Biografie

### 1994-2009: jeugd en begin loopbaan
Harry Edward Styles is de zoon van Anne Twist en Desmond "Des" Styles. Hij heeft een oudere zus genaamd Gemma Styles. Styles is geboren in Redditch, Worcestershire in het Verenigd Koninkrijk, maar verhuisde al op jonge leeftijd naar Holmes Chapel, Cheshire in het Verenigd Koninkrijk. Toen Styles zeven was, zijn zijn ouders gescheiden.
Als kind was hij al dol op zingen. Hij werd beïnvloed door Freddie Mercury, Elvis Presley, Harry Nilsson, Queen, Pink Floyd, The Beatles, Fleetwood Mac en The Rolling Stones .
Styles begon op vroege leeftijd al met een muzikale carrière. Hij was de zanger uit de band White Eskimo. De band won een lokale competitie, genaamd "Battle of the Bands". Tot aan zijn deelname aan The X Factor werkte hij in een bakkerij.

### 2010-2015: The X Factor en internationale doorbraak met One Direction
In 2010 deed Styles, toen zestien jaar, auditie voor het zevende seizoen van The X Factor. Hij zong eerst het nummer "Hey Soul Sister" van Train, maar werd daarna door Simon Cowell aangespoord a capella te zingen. Hiervoor koos Styles het nummer "Isn't She Lovely?" van Stevie Wonder en kreeg hij positieve reacties van de juryleden Simon Cowell en Nicole Scherzinger, terwijl Louis Walsh twijfelde of er genoeg potentie in hem zat om een muzikale carrière op te bouwen. Toch mocht hij door. Tijdens de bootcamp zong hij het nummer "Stop Crying Your Heart Out". Hiermee ging hij niet door als solo, maar werd hij in een groep geplaatst met  Niall Horan, Zayn Malik, Liam Payne en Louis Tomlinson. Met hen vormde hij de boyband One Direction. Styles maakte later bekend dat hij de naam bedacht heeft. Ze deden het erg goed en haalden de derde plaats in de finales. Hierna ondertekende de band een contract bij het platenlabel Syco Records.
Op 11 september 2011 kwam de debuutsingle van One Direction uit, getiteld "What Makes You Beautiful". Het bereikte de eerste plaats in het Verenigd Koninkrijk en Ierland. Hun debuutalbum, Up All Night, kwam uit op 18 november 2011 en werd een van de bestverkochte albums van 2011. In 2012 kwam hun tweede album Take Me Home uit, met de succesvolle singles "Live While We're Young en "Kiss You". In 2013 verscheen hun derde album Midnight Memories, waarvan de singles "Best Song Ever" en "Story of My Life" wereldwijde hits werden. In november 2014 kwam het vierde album uit, getiteld Four. Hiervan werd het nummer "Steal My Girl" een groot succes. Dit was het laatste album met alle vijf leden, gezien Zayn Malik in maart 2015 uit de band stapte. Hun vijfde en vooralsnog laatste album, dat op 13 november 2015 verscheen, is getiteld Made in the A.M.. Hiervan werd het nummer "Drag Me Down" een groot succes en werd het zelfs een van de bestverkochte singles van 2015.

### 2015-2018: rustpauze One Direction, soloalbum en acteerdebuut
In augustus 2015 werd bekend dat One Direction een rustpauze ging nemen. Verschillende bandleden gaven aan dat de reden achter de keuze was dat ze overwerkt waren en tijd voor zichzelf nodig hadden. De rustpauze ging in december 2015 na een afscheidsoptreden op X Factor UK in en zou in eerste instantie achttien maanden duren. De precieze tijdsduur hiervan werd echter onzeker toen bleek dat Styles in juni 2016 een solocontract had getekend.
Styles begon in februari 2016 al aan zijn eigen debuutalbum te werken. De eerste single van dit album kwam uit op 7 april 2017 en is getiteld "Sign of the Times". Het nummer werd een groot succes. Het debuteerde op de eerste plaats in vijf landen, waaronder het Verenigd Koninkrijk, Schotland en Australië. In de Verenigde Staten debuteerde het op de vierde plaats. De muziekvideo kwam uit op 8 mei 2017.
Op 12 mei 2017 kwam zijn debuutalbum uit, getiteld Harry Styles. Het album heeft de eerste plaats bereikt in veel landen. Styles ging ook op tournee met zijn Harry Styles: Live on Tour. Op 8 november 2017 gaf hij voor het eerst een soloconcert in Nederland, in AFAS Live in Amsterdam. Op 14 maart 2018 gaf hij zijn tweede concert in Amsterdam, dit keer in de Ziggo Dome.
In juli 2017 maakte Styles zijn acteerdebuut in de oorlogsfilm van Christopher Nolan getiteld Dunkirk. Styles speelt een Britse soldaat genaamd Alex die deel uitmaakt van de evacuatie bij het strand van Duinkerke tijdens de Tweede Wereldoorlog. Styles' acteerwerk kreeg positieve recensies.

### 2019-2021: Fine Line & Love on Tour
Op 11 oktober 2019 kwam zijn single "Lights Up" uit. In november 2019 debuteerde hij zijn nieuwe single "Watermelon Sugar". In december 2019 verscheen de derde single van zijn nieuwe album, getiteld "Adore You". 
Op 13 december 2019 verscheen Styles' tweede album, Fine Line. Dit album zou het centrale onderdeel worden van Styles' nieuw geplande tournee Love on Tour, die echter verplaatst werd naar het najaar van 2021 vanwege de coronapandemie. Het Love on Tour-concert dat zou plaatsvinden in Nederland, werd -gezamenlijk met de andere tourdata- verder verschoven naar 9 juli 2022 in het Ziggo Dome in Amsterdam. 
Op 7 maart 2020 kwam de single "Falling" uit met een bijbehorende videoclip. Op 15 mei 2020 verscheen de bijbehorende videoclip voor zijn single "Watermelon Sugar" waarmee hij in 2021 de Grammy voor beste pop-solo-optreden won. Op 26 oktober 2020 werd "Golden" officieel als vijfde single uitgebracht met een bijbehorende videoclip. Tevens stond Styles in 2020 als eerste man op de cover van Vogue.

### 2022 tot heden: Harry's House en nieuwe films
Op 23 maart 2022 kondigde Harry zijn derde album aan. Op 1 april 2022 bracht hij de eerste single van het nieuwe album uit, genaamd 'As It Was'. Op 20 mei 2022 verscheen zijn nieuwe album met de titel Harry's House. Op 9 juli 2022 trad hij met zijn tournee genaamd Love on Tour op in de Ziggo Dome. Twee maanden later kondigde hij een verlenging van zijn tournee aan, waarin hij op 4, 5 en 6 juni 2023 in de Johan Cruijff ArenA optrad. 
Nadat eerder al bekend was geworden dat Styles in twee nieuwe films zou spelen, Don't Worry Darling en My Policeman (gebaseerd op de gelijknamige roman van Bethan Roberts), ging op 23 september 2022 in de Verenigde Staten Don't Worry Darling in première. De film My Policeman ging 4 november 2023 in première op Amazon Prime Video.
In een interview in muziektijdschrift Rolling Stone in augustus 2022 maakte Styles zelf een onderscheid tussen zijn werk als zanger en als acteur. Hierbij gaf hij aan het zingen en muziek als aanzienlijk meer en direct belonend te ervaren..
De verlengde Love On Tour rondde Styles af op 22 juli 2023 in Italië. Hierbij kondigde hij aan voor onbepaalde tijd een pauze in zijn carrière in te lassen.

## Discografie

### Albums
| Album met eventuele hitnotering(en) in de Nederlandse Album Top 100 | Datum van verschijnen | Datum van binnenkomst | Hoogste positie | Aantal weken | Opmerkingen |
| ------------------------------------------------------------------- | --------------------- | --------------------- | --------------- | ------------ | ----------- |
| Harry Styles                                                        | 12-05-2017            | 20-05-2017            | 1(1wk)          | 230          |             |
| Fine Line                                                           | 13-12-2019            | 21-12-2019            | 1(1wk)          | 263          |             |
| Harry's House                                                       | 20-05-2022            | 27-05-2022            | 1(6wk)          | 160          |             |

| Album met hitnotering(en) in de Vlaamse Ultratop 200 albums | Datum van verschijnen | Datum van binnenkomst | Hoogste positie | Aantal weken | Opmerkingen |
| ----------------------------------------------------------- | --------------------- | --------------------- | --------------- | ------------ | ----------- |
| Harry Styles                                                | 12-05-2017            | 20-05-2017            | 1(1wk)          | 345          | Goud        |
| Fine Line                                                   | 13-12-2019            | 21-12-2019            | 1(1wk)          | 293*         | Goud        |
| Harry's House                                               | 20-05-2022            | 28-05-2022            | 1(8wk)          | 169*         |             |

### Singles
| Single met eventuele hitnotering(en) in de Nederlandse Top 40 | Datum van verschijnen | Datum van binnenkomst | Hoogste positie | Aantal weken | Opmerkingen                               |
| ------------------------------------------------------------- | --------------------- | --------------------- | --------------- | ------------ | ----------------------------------------- |
| Sign of the Times                                             | 2017                  | 22-04-2017            | 16              | 11           | Nr. 26 in de Single Top 100               |
| Sweet creature                                                | 2017                  | -                     |                 |              | Nr. 78 in de Single Top 100               |
| Lights Up                                                     | 2019                  | 19-10-2019            | tip4            | -            | Nr. 36 in de Single Top 100               |
| Adore You                                                     | 2019                  | 14-12-2019            | 11              | 22           | Nr. 24 in de Single Top 100 / Alarmschijf |
| Falling                                                       | 2020                  | 29-02-2020            | tip11           | -            |                                           |
| Watermelon Sugar                                              | 2020                  | 06-06-2020            | 2               | 22           | Nr. 4 in de Single Top 100                |
| Golden                                                        | 2020                  | 07-11-2020            | 21              | 8            | Nr. 55 in de Single Top 100 / Alarmschijf |
| Treat People with Kindness                                    | 2021                  | 01-08-2021            | tip10           | -            |                                           |
| As It Was                                                     | 2022                  | 09-04-2022            | 1(18wk)         | 30           | Nr. 1 in de Single Top 100 / Alarmschijf  |
| Late Night Talking                                            | 2022                  | 04-06-2022            | 11              | 23           | Nr. 6 in de Single Top 100 / Alarmschijf  |
| Music for a Sushi Restaurant                                  | 2022                  | 29-10-2022            | tip18           |              | Nr. 14 in de Single Top 100               |
| Satellite                                                     | 2023                  | 13-05-2023            | tip8            | -            | Nr. 49 in de Single Top 100               |

| Single met hitnotering(en) in de Vlaamse Ultratop 50 | Datum van verschijnen | Datum van binnenkomst | Hoogste positie | Aantal weken | Opmerkingen           |
| ---------------------------------------------------- | --------------------- | --------------------- | --------------- | ------------ | --------------------- |
| Sign of the Times                                    | 2017                  | 15-04-2017            | 8               | 23           | Platina               |
| Two Ghosts                                           | 2017                  | 16-09-2017            | tip5            | -            |                       |
| Kiwi                                                 | 2017                  | 13-01-2018            | 39              | 7            |                       |
| Lights Up                                            | 2019                  | 19-10-2019            | tip2            | -            |                       |
| Adore You                                            | 2019                  | 21-12-2019            | 12              | 24           | Platina               |
| Watermelon sugar                                     | 2020                  | 06-06-2020            | 2               | 38           | Platina               |
| Falling                                              | 2020                  | 22-08-2020            | tip27           | -            |                       |
| Golden                                               | 2020                  | 31-10-2020            | 37              | 8            |                       |
| Treat people with kindness                           | 2021                  | 20-02-2021            | 50              | 1            |                       |
| As It Was                                            | 2022                  | 09-04-2022            | 1 (14wk)        | 90           | Hit van het jaar 2022 |
| Late Night Talking                                   | 2022                  | 28-05-2022            | 10              | 19           |                       |
| Music for a Sushi Restaurant                         | 2022                  | 28-05-2022            | 47              | 1            |                       |

### NPO Radio 2 Top 2000
| Nummers met noteringen in de NPO Radio 2 Top 2000 | '17 | '18 | '19 | '20  | '21  | '22 | '23  | '24  |
| ------------------------------------------------- | --- | --- | --- | ---- | ---- | --- | ---- | ---- |
| Adore You                                         | ×   | ×   | -   | 772  | 1198 | 857 | 1056 | 1322 |
| As It Was                                         | ×   | ×   | ×   | ×    | ×    | 445 | 196  | 341  |
| Golden                                            | ×   | ×   | ×   | -    | 847  | 585 | 722  | 916  |
| Kiwi                                              | -   | -   | -   | -    | -    | -   | 831  | 1060 |
| Late Night Talking                                | ×   | ×   | ×   | ×    | ×    | -   | 914  | 1373 |
| Music for a Sushi Restaurant                      | ×   | ×   | ×   | ×    | ×    | -   | 1184 | 1526 |
| Sign of the Times                                 | 925 | 579 | 555 | 210  | 234  | 126 | 115  | 125  |
| Treat People with Kindness                        | ×   | ×   | ×   | ×    | -    | 955 | 960  | 1248 |
| Watermelon Sugar                                  | ×   | ×   | ×   | 1990 | 873  | 661 | 777  | 1057 |

1. ↑  Een '-' betekent dat het nummer niet was genoteerd, een '×' betekent dat het nummer nog niet was uitgebracht en een vetgedrukt getal geeft de hoogste notering van een nummer aan.
2. ↑  2017 was het eerste jaar met een notering voor Harry Styles.

## Filmografie
| Jaar | Titel                                | Rol            | Opmerkingen                                    |
| ---- | ------------------------------------ | -------------- | ---------------------------------------------- |
| 2010 | The X Factor                         | Zichzelf       | Deelnemer                                      |
| 2012 | iCarly                               | Zichzelf       | Gastrol aflevering: "iGo One Direction"        |
| 2012 | Saturday Night Live                  | Zichzelf       | Muzikale gast Saturday Night Live (seizoen 37) |
| 2013 | One Direction: This Is Us            | Zichzelf       |                                                |
| 2013 | Saturday Night Live                  | Zichzelf       | Muzikale gast Saturday Night Live (seizoen 39) |
| 2014 | Where We Are - The Concert Film      | Zichzelf       |                                                |
| 2014 | Saturday Night Live                  | Zichzelf       | Muzikale gast Saturday Night Live (seizoen 40) |
| 2014 | One Direction: The TV Special        | Zichzelf       |                                                |
| 2017 | Dunkirk                              | Alex           |                                                |
| 2017 | Saturday Night Live                  | Zichzelf       | Muzikale gast Saturday Night Live (seizoen 42) |
| 2017 | The Late Late Show with James Corden | Zichzelf       | Gastpresentator                                |
| 2019 | Saturday Night Live                  | Zichzelf       | Muzikale gast Saturday Night Live (seizoen 45) |
| 2019 | The Late Late Show with James Corden | Zichzelf       | Gastpresentator                                |
| 2021 | Eternals                             | Eros / Starfox | Mid-credit scene                               |
| 2022 | Don't Worry Darling                  | Jack Chambers  | Post-productie                                 |
| 2022 | My Policeman                         | Tom Burgess    | Post-productie                                 |

## Tournees
- Harry Styles: Live on Tour (2017-2018)
- Love on Tour (2021-2023)